# Ajmarski jezici
Ajmarski jezici porodica su indijanskih jezika u Kordiljerima Perua i Bolivije koja obuhvaća jezike Indijanaca Aymara, Kawki i Jaqaru (Jaqi). Glavna grupa plemena Aymara nastanjuje područje peruanskih departmana Puno, Tacna, Moquegua i Arequipa, te u velikim dijelovima Bolivije, osobito oko jezera Titicaca. Aymara skupine žive i u Čileu, 15,000 do 20,000 (1992) u planinama Arica, Iquiqueu i Antofagasti. Dijelovi Aymara žive i u Argentini, od kojih neki i u velikim gradovima. Skupine Kawki i Jaqaru polagano nestaju i pretapaju se u susjedne narode. 

## Genetsko stablo porodice
- Aymaran
  - Aymara (ajmarski) (2)
    - Aymara, Central (centralnoajmarski) [ayr]
    - Aymara, Southern (južnoajmarski) [ayc]

  - Tupe
    - Jaqaru [jqr] (ovdje obuhvaća i Kawki[1])

Prema Origins and Diversity of Aymara:
- Original Aymara
  - Central Aymara (ekvivalent za Tupe)
    - Kawki
    - Jaqaru

  - Ajmarski jezik'' (ekvivalent za Aymara)
    - Huancané
    - Tiwanako
    - Oruro

## Vanjske poveznice
- Ethnologue: Languages of the World. 17th edition (2013). Aymaran
- Alain Fabre: Diccionario etnolingüístico y guía bibliográfica de los pueblos indígenas sudamericanos (2005-). Aymara (posljedna promjena: 01/12/12)
- Tree for Aymaran[neaktivna poveznica]